# Либоцедрус Бидвилла
Либоцедрус Бидвилла (лат. Libocedrus bidwillii) — вечнозеленое хвойное дерево семейства Кипарисовые.
В естественных условиях растёт в Новой Зеландии. Встречается на высоте 250—1200 м над уровнем моря.
Либоцедрус Бидвилла — однодомное растение. Крона у дерева, как правило, коническая. В границах природного ареала достигают 15 м в высоту. Листья чешуйчатые, 0,2 см длиной.
Древесина дерева устойчива против гниения, имеет хорошие механические свойства.
В посадках весьма декоративен.